# Hemidactylus garnotii
Hemidactylus garnotii är en ödleart som beskrevs av  Duméril och BIBRON 1836. Hemidactylus garnotii ingår i släktet Hemidactylus och familjen geckoödlor. Inga underarter finns listade i Catalogue of Life.